# 納季申
50°5′51″N 26°29′15″E / 50.09750°N 26.48750°E
納季申（烏克蘭語：Надишень），是烏克蘭西部的村莊，隸屬赫梅利尼茨基州的舍佩蒂夫卡區。該村始建於1480年，面積0.78平方公里，海拔高度294米，2001年人口127，人口密度每平方公里162.8人。